# Kanton Levallois-Perret-Sud
Kanton Levallois-Perret-Sud (fr. Canton de Levallois-Perret-Sud) je francouzský kanton v departementu Hauts-de-Seine v regionu Île-de-France. Tvoří ho jižní část města Levallois-Perret.